# Пресвето сърце Исусово (Раковски)
„Пресвето сърце Исусово“ е християнска църква в град Раковски, България, част от Софийско-пловдивската епархия на Римокатолическата църква. Църквата е енорийски храм на квартал Генерал-Николаево (Калъчлии). Енорията е родно място на отец Михаил Добромиров и епископ Самуил Джундрин. В началото на ХIХ в. eнорията е седалище на епископа на Софийско-пловдивската епархия.

## История

### Преди XIX век
След покръстване на павликяните в Пловдивско през XVII век, първите католически храмове са изграждани от глина – плетени стени, измазани с кал и груба слама. През 1643 година католическият мисионер Яков Хомодей (Яков Божков) пристига в Калъчлий и построява първата католическа църква в селото от дърво и слама. Епископ Петър Богдан, посещава селото на 21 ноември 1646 г. за освещаване на новата църква (и остава в селото за три дена), е записал, че католическото население е наброявало вече 500 души, главно преселници от Никополско.
С две години прекъсвания от 1720 г. до своята трагична смърт през 1738 г. енорията се обслужва от отец Михаил Добромиров.

### XIX век
В края VIII век и началото на XIX Калъчлий се утвърждава като седалище на Софийско-пловдивския епископ. Епископ Андрея Тунов умира в селото от чума. Иконата „Майка на Добрия съвет“ е донесена в България в края на XVIII в. от Италия. Една легенда разказва, че в началото на XIX в. след шествие (алай) на свещениците с тази икона по улиците на Калачлии, върлуващата тогава чумна епидемия спира. В знак на благодарност, тогавашните млади невести са дарили свои накити за да се изработят допълнитените корони на девицата и младенца. Иконата е цялостно реставрирана в началото на XXI в.
След назначаване на Андреа Канова за апостолически наместник на Софийско-Пловдивската епархия в средата на 19 век, той построява тухлени храмове във всички католически села. През 1857 г. в Калъчлии е изградена първата църква с масивен градеж. Енорист по това време е отец Едуард Валпа. След Освобождението на България много жителите на селото, които са работели по турските чифлици, се прибират да живеят постоянно в селото. Така скоро-построената църква се оказва тясна.
От 1880 г. енорист е отец Самуил Нутини. След Съединение на Източна Румелия с Княжество България отец Нутини закупува земите на изселилите се турци от турските села Бекирлии и Ютакларе. Селата са залечени съответно през 1886 г. и 1893 г. и земите им са присъединени към землището на енорията. През 1886 г. отец Самуил започва за събира помощи за нова църква. Kнягиня Климентина и цар Фердинанд участват със собствени средства. Отец Нутини предприема обиколка в Австрия и Италия където успял да събере значителни за времето си средства. Населението на околните католически и православни села също участвали с волни помощи. Стоежът на нова църква започва през 1891 г. Сградата е била проектирана от италианеца Визети. Изградена е за 18 месеца. Тя е осветена на 4 октомври 1892 г. – празника на св. Франциск от Асизи от епископ Роберто Менини. Храмът е наречен „Пресвето Сърце Исусово“. През 1893 – 1894 г. брат Елиджио от Бавария – художник и дърворезбар – изработва главния и два странични олтара и амвона.
След посещение на видния български учен д-р Любомир Милетич в селото в края на XIX век, той пише, че „На влизане в село Калъчлии силно впечатление прави на пътника грамадната и прекрасна черква, сигурно най-голямата и най-хубавата между всички селски черкви на целия Балкански полуостров. Която е направена в готическо-византийски стил и е дълга 50 и широка 18.5 метра.“ Интериорът на храм e бил в ломбардски стил.
След оттеглянето си през 1885 г., архиепископ Франческо Рейнауди се премества да живее в енорията, където остава до своята смърт през 1893 г.

### XX век
През 1905 година отец Климент Джундрин полага основите на нова камбанария с основи 4 на 4 метра и височина 30.5 метра по проект на архитект Мариано Пернигони. Доставени са две нови камбани – една голяма с тон сол и една малка с тон ми. През 1918 г. католиците в енорията наброяват около 3200. Енорист все още е Климент Джундрин с 2 помощници.
От 1919 г. до 1927 г. енорийски свещеник е отец Козма Гюлов. Той доставя часовник за храма. Инициатор е за построяване на мост на шосето Брезово-Калъчлии-Пловдив и моста до площада. Най-голямата му заслуга е построяване на болница в енорията му -
първата болница в католическо село в България. Основният камък на болницата е положен на 24 август 1924 г. На болницата е дадено името епископ „Петър Парчевич“.
Чирпанското земетресение през април 1928 разрушава храмовете в пловдивските католически села. В годините след земетресението до освещаване на новите църкви, частни плевници са оборудвани и използвани за църковни служби.
Строежът на новата църква започва през 1930 година заедно с храмовете на съседните католически села – „Свети Архангел Михаил“ в Балтаджи и „Непорочно Зачатие Богородично“ в Алифаково. Главна заслуга за това има апостолическият делегат в България Анджело Ронкали. На 4 май 1930 г. е благосновен основният камък от епископ Винкенти Пеев. Населението на Калъчли – около 4000 души участва с доброволен труд. Всички волски и конски коли са били използвани за пренасяне на строителни материали.
Храмовете „Пресвето сърце Исусово“ и „Свети Архангел Михаил“ са изработени по един и същ проект. Проектът е за храмове с дължина 73 m и ширина 24 m. Сградите са трикорабни базилики побиращи около 2000 богомолци всяка (със 750 места за сядане), с по две квадратни камбанарии. Те са проектирани от архитект Камен Петков. Задачата да построи църквите в град Раковски арх. Петков получава след конкурс между няколко български и италиански архитекти, журиран във Ватикана.
Твърди се, че двете църкви-близначки в град Раковски са вторите по големина католически храмове на Балканския полуостров.
Храмът „Пресвето сърце Исусово“ е осветен на 20 декември 1931 г. от епископ Винкенти Пеев. Енорист по това време е отец Амброзий Комаров. От 1937 г. до 1941 г. енорист е отец д-р Дамян Гюлов. Той електрифицира храма. Закупува моторна помпа за напояване на църковните обработваеми земи. Поставя началото на нов стопански подем в енорията с отглеждане на нови култури. През 1940 г. италианското правителство отпуска средства за построяването на паметник на отец Едуард Валпа. Той е монтиран и благословен на 1 ноември 1940 г. в двора на църквата.
Енористът отец Рафаил Станев участва в първия съвет на ОФ за управление на селото от 10 септември до 31 декември 1944 г. Но това не пречи през 1952 г. по така наречения „голям католически процес“ той да бъде осъден на 10 години лишаване от свобода. По същия и други процеси присъди между 20 и 10 години затвор получават родените в енорията свещеници Роберт Прустов, Петър Сарийски, Самуил Джундрин, Лъв Рончев, Йосиф Зайков, Самуил Рончев, Лавренти Стрехин и Антон Карагьозов.
Отец Лино Драганов е енорист от 1945 г. до 1952 г. когато е арестуван и осъден на 14 години затвор. От 1967 г. работи отново в енорията, като отново е назначен за енорист от 1974 г. до неговата смърт през 1982 г. Отец Лино написва хроника за свещениците, служили в енорията от нейното създаване през XVII век. След него енорист до 1987 г. е отец Георги Йовчев, избран за епископ през 1988 г.
От 1987 г. енорист е отец Петър Изамски. По негово време през 1996 г. е доставена и монтирана нова статуя на „Пресветото Сърце Исусово“, изработена от скулптура Цвятко Сиромашки.

### XXI век
Няколко седмици преди посещението на папа Йоан Павел II в България през 2002 г., барелеф на епископ Евгений Босилков, епископ Иван Романов и свещеник Флавиан Манкин е изграден пред сградата на църква в знак на почит към тяхното дело.
Църквата е основно ремонтирана през 2008 г. От 2008 г. енорист е отец Димитър Димитров. В подземието на „Пресвето сърце Исусово“ е събрана експозиция от предмети свързани с миналото на град Раковски и католицизма в България. През 2012 г. с доброволен труд на вярващите е построен гробищният параклис „Христос Възкръсналия“. От лятото на 2018 г. енорист е отец Младен Плачков.
На 6 май 2019 г. по време на Апостолическото поклонничество на папа Франциск в България 242 деца от католическите енории на Северна и Южна България приемат първо причастие лично от папата по време на света литургия отслужена в храма.
През 2024 г. преди Коледа е изработен нов олтар. Той е изцяло от дърво като в центъра му се намира иконата на „Дева Мария - Майка на добрия съвет“. В горната му част в средата е статуя на Пресветото Сърце Исусово, вляво - статуя на Света Елисавета, а вдясно - статуя на Свети Антон.
Храмов празник – първи петък след осмината на Тяло Христово.

### Духовници, родени в енорията
- отец Михаил Добромиров, ръкоположен за свещеник на 28 октомври 1716 г.
- отец Йосиф Арабаджийски, ръкоположен за свещеник през 1832 г.
- отец Яко Яковски, ръкоположен за свещеник на 14 декември 1845 г.
- отец Петър Арабаджийски, ръкоположен за свещеник през 1846 г.
- отец Амброзий Рончев, ръкоположен за свещеник на 8 декември 1875 г.
- отец Иван Пищийски, ръкоположен за свещеник на 17 март 1877 г.
- отец Никола Делянин, ръкоположен за свещеник на 15 август 1889 г.
- отец Климент Джундрин, ръкоположен за свещеник на 10 декември 1890 г.
- отец Евгений Райков, ръкоположен за свещеник на 14 август 1891 г.
- отец Лудвик Бойкин, ръкоположен за свещеник на 21 септември 1894 г.
- отец Валентин Делянин, ръкоположен за свещеник на 15 март 1896 г.
- отец Андрей Хранеников, ръкоположен за свещеник през 1897 г.
- отец Едуард Зайков, ръкоположен за свещеник на 24 ноември 1899 г.
- отец Доменик Балджиев, ръкоположен за свещеник на 26 октомври 1902 г.
- отец Йосиф Зайков, ръкоположен за свещеник на 26 октомври 1902 г.
- отец Иван Говедаров, ръкоположен за свещеник на 24 септември 1904 г.
- отец Киприян Делянин, ръкоположен за свещеник на 22 декември 1906 г.
- отец Йосиф Гроздев, ръкоположен за свещеник на 19 март 1907 г.
- отец Йосиф Стойков, ръкоположен за свещеник на 1 юни 1912 г.
- отец Антон Карагьозов, ръкоположен за свещеник на 20 септември 1913 г.
- отец Самуил Рончев, ръкоположен за свещеник на 1 април 1917 г.
- отец Лавренти Стрехин, ръкоположен за свещеник на 19 юли 1933 г.
- отец Роберт Прустов, ръкоположен за свещеник на 18 юли 1933 г.
- отец д-р Петър Сарийски, ръкоположен за свещеник 3 март 1935 г.
- отец Флавиан Манкин, ръкоположен за свещеник на 17 декември 1938 г.
- отец проф. Йосиф Гагов, ръкоположен за свещеник 17 октомври 1937 г.
- отец Йосиф Търновалийски, ръкоположен за свещеник през 1938 г.
- отец Тимотей Зайков, ръкоположен за свещеник през 1938 г.
- епископ Самуил Джундрин, ръкоположен за свещеник на 4 юни 1944 г. и за епископ на 26 май 1979 г.
- отец Лъв Рончев, ръкоположен за свещеник през 1939 г.
- отец Слав Стойков, ръкоположен за свещеник през 1948 г.
- отец Крум Стрехин, ръкоположен за свещеник през 1948 г.
- отец Велик Павлов, ръкоположен за свещеник на 29 юни 1950 г.
- отец Андрей Търновалийски, ръкоположен за свещеник през 1957 г.
- отец Алонцо Павлов, ръкоположен за свещеник през зимата на 1953 г.
- отец Симеон Луков, ръкоположен за свещеник на 6 май 1951 г.
- отец Максимилиян Балабански, ръкоположен за свещеник на 16 юли 1950 г.
- отец Чолю Делянин, ръкоположен за свещеник през 1953 г.
- отец Йосиф Пищийски, ръкоположен за свещеник на 15 ноември 1959 г.
- отец Петър Кьосов, ръкоположен за свещеник на 21 август 1994 г.
- отец Любомир Венков, ръкоположен за свещеник на 21 август 1994 г.
- отец Йовко Пищийски, ръкоположен за свещеник на 27 септември 1997 г.
- отец Борис Стойков, ръкоположен за свещеник 16 юли 2005 г.

### Монахини, родени в енорията
- сестра Бернадета Бодушка (24 декември 1928 - 26 март 2017) (рождено име Бонка) - бенедиктинка;
- сестра Василия Гагова (1 декември 1929 - 27 януари 2021) (рождено име Вера) - евхаристинка;
- сестра Еврозия Гуджерова (неизв.) (рождено име Елена) - евхаристинка;
- сестра Еврозия Кайсарска (1920-1995) (рождено име Йордана) - евхаристинка;
- сестра Екатерина Шаркова (28 ноември 1919-2 април 2008) (рождено име Мария);
- сестра Красимира Говедарска (неизв.) - францисканка;
- сестра Лудовина Рончева (неизв.-неизв.) - викентинка;
- сестра Лучия Пънкина (неизв.-неизв.) (рождено име Мена) - евхаристинка;
- сестра Норберта Прустова (неизв.-неизв.) (рождено име Невена) – евхаристинка, сестра на отец Роберт Прустов;
- сестра Оксана Павлова (1887-26 юли 1960) (рождено име Джина) - йосифинка;
- сестра Лучия Пънкина (неизв.-неизв.) (рождено име Мена) - евхаристинка;
- сестра Яцинта Кацарска (неизв.-неизв.) (рождено име Янка)– евхаристинка.

### Енористи и свещеници, служили в енорията
1. отец Джакомо Хомодей (1643 - 1652)
2. отец Атанас Радов (1652 - 1661)
3. отец Тимотей (1661 - 1666)
4. брат Ироним (1666 - 1677)
5. отец Димитър Миркович (1695 - 1699)
6. отец Джакомо Йошич (1703 - 1717)
7. отец Иван Роди (1717 - 1720)
8. отец Михаил Добромиров (1720 - 1723)
9. отец Петър Милошевич (1723 - 1725)
10. отец Михаил Добромиров (1725 - 1738)
11. отец Станислав Дули (1740 - 1741)
12. отец Никола Радовани (1742 - 1753)
13. отец Васил Радовани (1754 - 1755)
14. отец Петър Андрей Петини (1755 - 1759)
15. отец Георги Радовани (1759 - 1771)
16. отец Павел Гайдаджийски (1771 - 1777)
17. отец Петър Ковачев (1777 - 1794)
18. отец Андрея Тунов (1802 - 1833)
19. отец Иван Фортнер (1833- 1835)
20. отец Иван Птачек (1835 - 1840)
21. отец Онуфрий Канестрифе (1841 - 1843)
22. отец Елект от Карманьола (1843 - 1845)
23. отец Едуард Валпа (1845 - 1872)
24. отец Верекунд (1872 - 1880)
25. отец Самуил Нутини (1880 - 1894)
26. отец Северин (1894 - 1901)
27. отец Климент Джундрин (1901 - 1914)
28. отец Йероним Яръков (1914 - 1914)
29. отец Никола Селимов (1914 - 1917)
30. отец Климент Джундрин (1917 - 1919)
31. отец Козма Гюлов (1919 - 1927)
32. отец Ангел Бадов (1927 - 1930)
33. отец Амброзий Комаров (1930 - 1932)
34. отец Ангел Бадов (1932 - 1935)
35. отец Августин Плачков (1935 - 1937)
36. отец д-р Дамян Гюлов (1937 - 1941)
37. отец Рафаил Станев (1941 - 1945)
38. отец Лино Драганов (1945 - 1952)
39. отец Кирил Тосков (1952 -1952)
40. отец Климент Ночев (1952 - 1955)
41. отец Станислав Танчев (1955 - 1957)
42. отец Амброзио Ружин (1957 - 1958)
43. отец Петър Бегов (1858 - 1959)
44. отец Благой Немов (1959 - 1960)
45. отец Климент Ночев (1960 - 1974)
46. отец Лино Драганов (1974 - 1982)
47. отец Георги Йовчев (1982 - 1987), по-късно ръкоположен за епископ
48. отец Петър Изамски (1987 - 2008)
49. отец Димитър Димитров (2008 - 2018)
50. отец Младен Плачков (2018-)

## Орган
През пролетта на 2017 г. отец Димитров монтира в църквата тръбен орган, дарен от Германия и ремонтиран от италианеца Алесандро Джирото. Органът е пневматичен и е изработен около 1957 г. от Arte Organaria (Италия), има 800 тръби, два мануала и педалиера, 12 оригинални регистърa и още три, добавени при реставрацията от Джирото. Музикалният инструмент е осветен на храмовия празник 23 юни от монсеньор Йовко Пищийски. През 2024 г. органът е подменен с електрически от отец Младен Плачков.

## Галерия
- Изглед от манастира, 2001 г.
- Олтарът отвън, 2014 г.

- Изглед от април 2008 г.
- Нощен изглед, май 2019 г.
- Барелеф на католическите духовници Евгений Босилков, Иван Романов и Флавиан Манкин.

- Интериорът на храма
- Органът и икони в основния кораб
- Икони от презвитериума

- Икона „Майка на Добрия съвет“
- Страничен олтар
- Главният олтар с апсидата
- Страничен олтар

- Изглед към балкона
- Изглед от балкона
- Изглед от балкона

- Коледа 2019 г.
- Новият олтар, монтиран за Коледа през 2024 г.

## Параклис на „Дева Мария Здраве на болните“
Енорията стопанисва и обслужва параклиса „Дева Мария Здраве на болните“, разположен на територията на болницата в града. Параклисът служи за ректорална църква на вярващите, живеещи в този район, с две редовни служби през седмицата.